# 摩根堡 (科罗拉多州)
摩根堡（英語：Fort Morgan），是美国科罗拉多州摩根县下属的一座城市。建市于1887年6月15日，面积大约为3.993平方英里（10.343平方公里）。根据2010年美国人口普查，该市有人口11,315人。2011年估计该市有人口11,428人，相比2010年人口增长率为1.00%。同时，论人口该市是科罗拉多州第41大城市。